# (3928) Randa
(3928) Randa ist ein Asteroid des Hauptgürtels, der am 4. August 1981 vom Schweizer Astronomen Paul Wild, vom Observatorium Zimmerwald der Universität Bern aus, entdeckt wurde.
Der Asteroid ist nach dem Walliser Dorf Randa benannt. Die Asteroidennummer 3928 entspricht der Postleitzahl des Dorfes.